# Kabnur
Kabnur là một thị trấn thống kê (census town) của quận Kolhapur thuộc bang Maharashtra, Ấn Độ.

## Nhân khẩu
Theo điều tra dân số năm 2001 của Ấn Độ, Kabnur có dân số 28.223 người. Phái nam chiếm 53% tổng số dân và phái nữ chiếm 47%. Kabnur có tỷ lệ 73% biết đọc biết viết, cao hơn tỷ lệ trung bình toàn quốc là 59,5%: tỷ lệ cho phái nam là 79%, và tỷ lệ cho phái nữ là 65%. Tại Kabnur, 13% dân số nhỏ hơn 6 tuổi.